# 2016 في إسبانيا
فيما يلي قوائم الأحداث التي وقعت خلال عام 2016 في إسبانيا.

## سياسة

### تعيين في المنصب
- 4 يناير – نجوى جويلي عضو مجلس النواب الإسباني  [لغات أخرى]‏،عضو مجلس النواب الإسباني  [لغات أخرى]‏.
- 5 يناير – بابلو إغليسياس توريون عضو مجلس النواب الإسباني  [لغات أخرى]‏،عضو مجلس النواب الإسباني  [لغات أخرى]‏.
- 8 يناير – كارمي تشاكون عضو مجلس النواب الإسباني  [لغات أخرى]‏.
- 8 يناير – ماريانو راخوي عضو مجلس النواب الإسباني  [لغات أخرى]‏،عضو مجلس النواب الإسباني  [لغات أخرى]‏.
- 12 يناير – كارلس بوتشدمون رئيس حكومة كاتالونيا.
- 23 يوليو – أرتور ماس President of the Catalan European Democratic Party ‏.

### انتهاء فترة المنصب
- 11 يناير – أرتور ماس رئيس حكومة كاتالونيا،عضو البرلمان الكاتالوني ‏،President of Democratic Convergence of Catalonia ‏.
- 11 يناير – كارلس بوتشدمون city councillor of Girona ‏، عمدة غيرونا،president of the Association of Municipalities for Independence ‏.
- 13 يناير – ماريانو راخوي عضو مجلس النواب الإسباني  [لغات أخرى]‏،عضو مجلس النواب الإسباني  [لغات أخرى]‏.
- 14 فبراير – موريل كاسالز عضو البرلمان الكاتالوني ‏.
- 3 مايو – نجوى جويلي عضو مجلس النواب الإسباني  [لغات أخرى]‏.
- 19 يوليو – بابلو إغليسياس توريون عضو مجلس النواب الإسباني  [لغات أخرى]‏.
- 19 يوليو – كارمي تشاكون عضو مجلس النواب الإسباني  [لغات أخرى]‏.
- 4 نوفمبر – ألفونسو داستيس Permanent Representative of Spain to the European Union [الإنجليزية]‏.

## رياضة
- 28 يناير – تروفيو سيس سالينس 2016 الفائزون أندريه جريبيل، GM Europa Ovini 2016  [لغات أخرى]‏، Eneko Lizarralde  [لغات أخرى]‏، سام بينيت، Domingos Gonçalves [الإنجليزية]‏، إيدفالد بواسون هاغن.
- 29 يناير – تروفيو بولينسا-أندراتكس 2016 الفائزون إتيكس-كويك ستيب 2016 [الإنجليزية]‏، ميكال كوياتكووسكي، زدينيك ستيبار، Imanol Estévez [الإنجليزية]‏، جيانلوكا برامبيلا.
- 30 يناير – تروفيو سيرا دي ترامونتانا 2016 الفائزون Johann van Zyl [الإنجليزية]‏، Louis Vervaeke [الإنجليزية]‏، ميكال كوياتكووسكي، تيسج بنوت، Adrià Moreno [الإنجليزية]‏، فابيان كانسيليرا، دايمنشن داتا 2016 [الإنجليزية]‏.
- 31 يناير – تروفيو بالما 2016 الفائزون أندريه جريبيل، عمر فريل، 2016 Roth  [لغات أخرى]‏، لويس ماس، ديلن بيج، ناصر بوهاني.
- 13 فبراير – فولتا مورسيا 2016 الفائزون أليخاندرو بالبيردي، روبين فرنانديز (دراج)، بي إم سي راسينغ 2016 [الإنجليزية]‏، جون ازقيراي، فيليب جيلبير، النر زكرين.
- 14 فبراير – طواف ألميريا 2016 الفائزون Aleksejs Saramotins [الإنجليزية]‏، Alexey Tsatevich [الإنجليزية]‏، لي هوارد.
- 2 أبريل – جائزة ميغيل إندوراين 2016 الفائزون سيرجيو هيناو، جون ازقيراي، مورينو موزر.
- 3 أبريل – فولتا لاريوخا 2016 الفائزون مايكل ماثيوز، أنطونيو مولينا (دراج)، بابلو توريس، Sergey Shilov (cyclist) [الإنجليزية]‏، دييغو ميلان، W52-FC Porto 2016  [لغات أخرى]‏، دانيال لوبيز (دراج)، كارلوس باربيرو.
- 10 أبريل – كلاسيكا بريمافيرا 2016 الفائزون ديمتري ستراخوف، موفيستار 2016 [الإنجليزية]‏، جيوفاني فيسكونتي، جوركا إيزاجير، سيرجيو بارديلا.
- 25 يوليو – برويبا فيلافرانسا دي أورديزيا 2016 الفائزون Alexander Vdovin [الإنجليزية]‏، انجيل مادرازو، Yeison Andrés Chaparro  [لغات أخرى]‏، سيمون ييتس، كاجا رورال-سيغوروس 2016  [لغات أخرى]‏، Ibai Salas [الإنجليزية]‏.
- 30 يوليو – طواف سان سيباستيان 2016 الفائزون مورينو موزر، أليخاندرو بالبيردي، توني قالوبا، باوك موليما، لوتو سودال 2016 [الإنجليزية]‏.

## أفلام
من الأفلام التي صدرت هذه السنة في إسبانيا:
- 1 يناير – العثور على التاميرا من إخراج هيو هدسون.
- 1 يناير – دعوة الوحش من إخراج خوان أنطونيو بايونا.
- 16 مايو – ميموزا من إخراج أوليفر لاكس [الإنجليزية]‏.
- 23 سبتمبر – الضيف الخفي من إخراج أوريول باولو.
- 28 أكتوبر – سبع سنين
- 25 نوفمبر – ملكة إسبانيا من إخراج فيرناندو ترويبا.
- 21 ديسمبر – أساسنز كريد من إخراج جوستن كورزيل.

## برامج ومسلسلات وأنمي
- البابا اليافع

## وفيات

### يناير
- 15 يناير – مانويل فيلاسكيز (مواليد 1943) لاعب كرة قدم إسباني.
- 19 يناير – ميغيل نافارو مولينا (مواليد 1952) سياسي إسباني.
- 23 يناير – فرانسيسكو روبيو لورينتي (مواليد 1930)
- 25 يناير – كونسيبسيون بيكيتو (مواليد 1936)

### فبراير
- 29 فبراير – خوسيه بارا مارتينيز (مواليد 1925) لاعب كرة قدم إسباني.

### مارس
- 19 مارس – جوزي أرتيتكسي (مواليد 1930) لاعب كرة قدم إسباني.

### مايو
- 26 مايو – ارتورو بومار (مواليد 1931) لاعب شطرنج إسباني.
- 28 مايو – ديفيد كانيادا (مواليد 1975) درّاج طريق إسباني.

### يونيو
- 3 يونيو – لويس سالوم (مواليد 1991) متسابق دراجات نارية إسباني.

### أكتوبر
- 19 أكتوبر – لويس ماريا إتشبيريا (مواليد 1940) لاعب كرة قدم إسباني.

### نوفمبر
- 10 نوفمبر – فرانثيسكو نييبا (مواليد 1924) كاتب إسباني.

### ديسمبر
- 11 ديسمبر – روبرتو فيزكينو (مواليد 1957) لاعب كرة مضرب إسباني.
- 12 ديسمبر – خافيير إتشيفاريا رودريغيز (مواليد 1932) كهنوت إسباني.
- 31 ديسمبر – خوسيه أنخيل سانشيز (مواليد 1929)